# Keltismus (Sprache)
Unter Keltismus (auch: Keltizismus) versteht man sprachliche Einheiten, vor allem Wörter und Wortteile, die sich aus der Zeit und Sprache der Kelten bis in die heutigen Sprachen erhalten haben.

## Fälle von Keltismen
Der Linguist Ulrich Magin hält die Gewässernamen Mosel, Main und Rhein ebenso wie die Ortsnamen Daun, Mainz, Trier, den Vornamen Artur, aber auch Gattungsnamen wie Amt, Eisen, Lanze für letztlich keltischer Herkunft. „Ortsnamen keltischen Ursprungs sind aus der Antike vor allem in latinisierter Form auf uns gekommen.“ Dasselbe gilt unter anderem für Gewässernamen. Die Einschätzung der Forscher, ob ein bestimmtes Wort tatsächlich als Keltizismus anzusehen ist oder nicht, ist keineswegs in allen Fällen einheitlich.

## Beispiel
- Reich: Das Wort ist seit dem 8. Jahrhundert im Deutschen nachweisbar. Es stammt von indogermanisch rēģjo- ab und kommt über keltisch *rīgjo-, germanisch *rīkja-, althochdeutsch rīhhi und mittelhochdeutsch rīch(e) ins Neuhochdeutsche.[3] Es ist also ein Wort indogermanischer Herkunft, das über die Zwischenstufen des Keltischen und Germanischen bis ins Deutsche gekommen ist.